# Setodes satichaya
Setodes satichaya är en nattsländeart som beskrevs av Schmid 1987. Setodes satichaya ingår i släktet Setodes och familjen långhornssländor. Inga underarter finns listade i Catalogue of Life.